# Ursulo Galván, Veracruz
Ursulo Galván är en ort i Mexiko.   Den ligger i kommunen Ursulo Galván och delstaten Veracruz, i den sydöstra delen av landet, 290 km öster om huvudstaden Mexico City. Ursulo Galván ligger 6 meter över havet och antalet invånare är 5 200.
Terrängen runt Ursulo Galván är platt. Havet är nära Ursulo Galván österut. Runt Ursulo Galván är det ganska tätbefolkat, med 172 invånare per kvadratkilometer. Närmaste större samhälle är Zempoala, 6,5 km nordväst om Ursulo Galván. Trakten runt Ursulo Galván består till största delen av jordbruksmark.